# Leszek Górski
Leszek Jan Górski (ur. 19 sierpnia 1961 w Olsztynie, zm. 21 maja 2025) – polski pływak, medalista mistrzostw Europy, żołnierz, trener olimpijczyk z Moskwy 1980.

## Życiorys
Specjalista od stylu zmiennego. Ukończył Szkołę Mistrzostwa Sportowego w Raciborzu.
Wielokrotny mistrz Polski:
- na dystansie 200 metrów stylem grzbietowym w roku 1977,
- na dystansie 200 metrów stylem zmiennym w latach 1977–1980, 1984, 1986,
- na dystansie 400 metrów stylem zmiennym w latach 1979–1981, 1983–1984, 1986

Wielokrotny rekordzista Polski zarówno na basenie 25 metrowym (14) jak i 50 metrowym (18).
Srebrny medalista z mistrzostw Europy na 400 metrów stylem zmiennym.
W roku 1979 reprezentował Europę w Pucharze Świata zajmując 2. miejsce na 400 m stylem zmiennym.
Na igrzyskach w roku 1980 w Moskwie, wystartował na dystansie 400 m stylem zmiennym, zajmując 7. miejsce.
Karierę sportową zakończył w roku 1988 i podjął pracę nauczyciela pływania i trenera.

## Rekordy życiowe

### Basen 25 m
- 200 metrów stylem zmiennym - 2.04,43 uzyskany 10 marca 1985 w Gdańsku,
- 400 metrów stylem zmiennym - 4.23,99 uzyskany 12 marca 1981 w Lublinie,

### Basen 50 m
- 50 metrów stylem grzbietowym - 28,17 uzyskany 8 sierpnia 1986 w Mielcu,
- 100 metrów stylem grzbietowym - 1.01,27 uzyskany 9 sierpnia 1987 w Rzeszowie,
- 200 metrów stylem grzbietowym - 2.08,79 uzyskany 10 czerwca 1979 we Wrocławiu,
- 200 metrów stylem motylkowym - 2.04,13 uzyskany w Oświęcimiu,
- 200 metrów stylem zmiennym - 2.06,17 uzyskany 11 września 1981 w Splicie
- 400 metrów stylem zmiennym - 4.23,62 uzyskany 8 września 1981 w Splicie.